# 静州 (広西)
静州（せいしゅう）は、中国にかつて存在した州。南北朝時代から唐初にかけて、現在の広西チワン族自治区賀州市一帯に設置された。

## 概要
南朝梁により設置された静州を前身とする。静州は梁寿郡・静慰郡・南静郡・逍遥郡・開江郡・武城郡の6郡を管轄した。
南朝陳により開江郡と武城郡が廃止され、その属県は逍遥郡に編入された。
589年（開皇9年）、隋が南朝陳を滅ぼすと、静州の属郡は廃止され、その属県は静州に直属した。606年（大業2年）、静州は廃止され、その属県は桂州に転属した。607年（大業3年）に州が廃止されて郡が置かれると、桂州は始安郡と改称された。
621年（武徳4年）、唐が蕭銑を滅ぼすと、隋の始安郡竜平県の地に静州が置かれた。静州は竜平・博労・帰化・安楽・豪静・開江・蒼梧の7県を管轄した。まもなく静州から蒼梧・豪静・開江3県が分離されて梧州が置かれた。634年（貞観8年）、静州は富州と改称された。